# 費爾特海姆

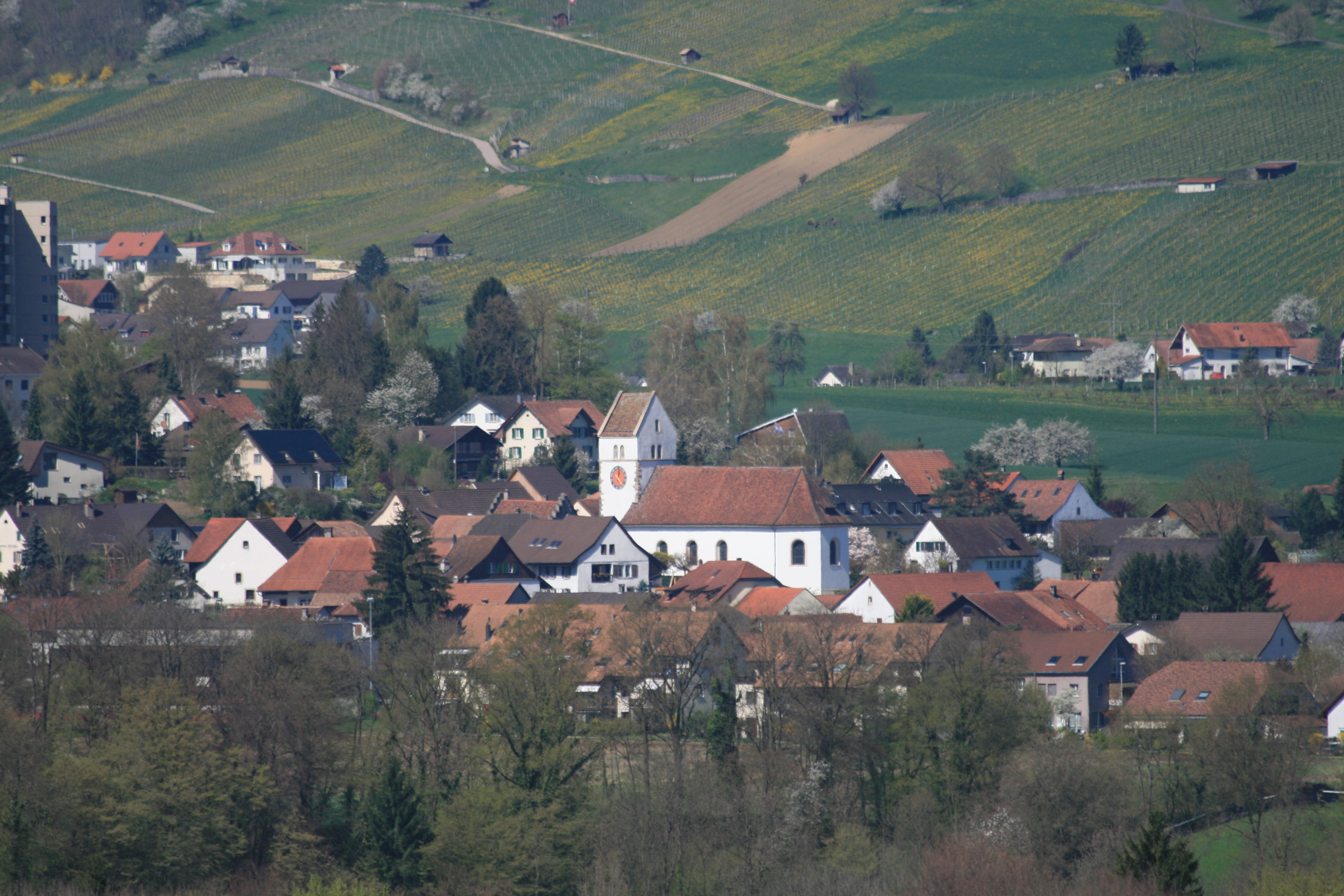

費爾特海姆（德语：Veltheim）是瑞士的城鎮，位於該國北部，由阿爾高州負責管轄，面積5.24平方公里，海拔高度374米，2012年人口1,412，五成半人口信奉基督教，人口密度每平方公里269人。